# 雄激素性脱发
雄激素性脱发（androgenetic alopecia，AGA）俗称早秃，旧时误称脂溢性脱发，是前额上部或头顶部頭髮逐渐稀少，最后头皮光滑或有少许细毛，有时合并皮脂溢出，多见于男性。
男性脱发主要是遗传造成。机理为：男性油脂分泌旺盛与雄激素有关，男性脱发的根源是从睾酮衍生出来的二氢睾酮。大约5%的睾酮会被催化剂5α还原酶转化成二氢睾酮：二氢睾酮量虽少，但和雄激素受体结合的能力是睾酮的十到数十倍。5α还原酶在前列腺和头皮最活跃，由于遗传的缘故，有些人天生就对二氢睾酮特别敏感。在前列腺，二氢睾酮和雄激素受体的结合刺激细胞的增殖，能导致前列腺肥大。而在头皮，二氢睾酮和雄激素受体的结合让毛囊萎缩，毛囊的生长周期变得越来越短，长出来的头发越来越细，最终，头发细得肉眼看不见或完全消失。

## 临床表现
- 男性：多数从前额两侧开始脱发逐渐向头顶部延伸或从额部发际线开始向后移，少数从头顶处开始脱发。毛囊萎缩，头发由粗的毛发变成细的毛发，逐渐的减少。可伴有脂溢性皮炎或皮脂溢出[5]。
- 女性：顶部毛发逐渐稀疏、变细、变少，但不会脱光。髮质柔细并失去光泽，患处头皮变薄可有灼热感、发痒或按痛，以后很难完全再长出新髮[5]。